# Bhikkhuni

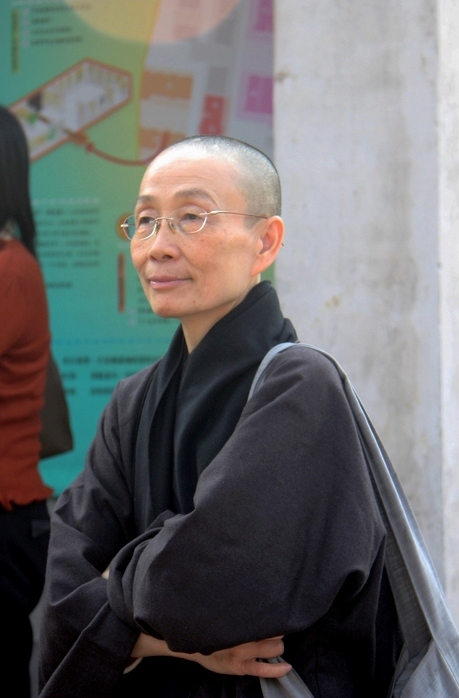
Egy tajvani bhikkhuni, a Dharmaguptaka hagyományvonal tagja

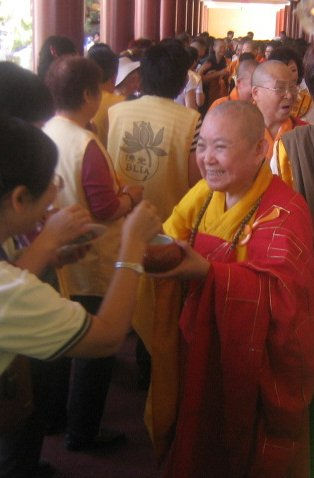
Magas rangú bhikkhuni a kínai buddhista hagyományban, alamizsna gyűjtésekor

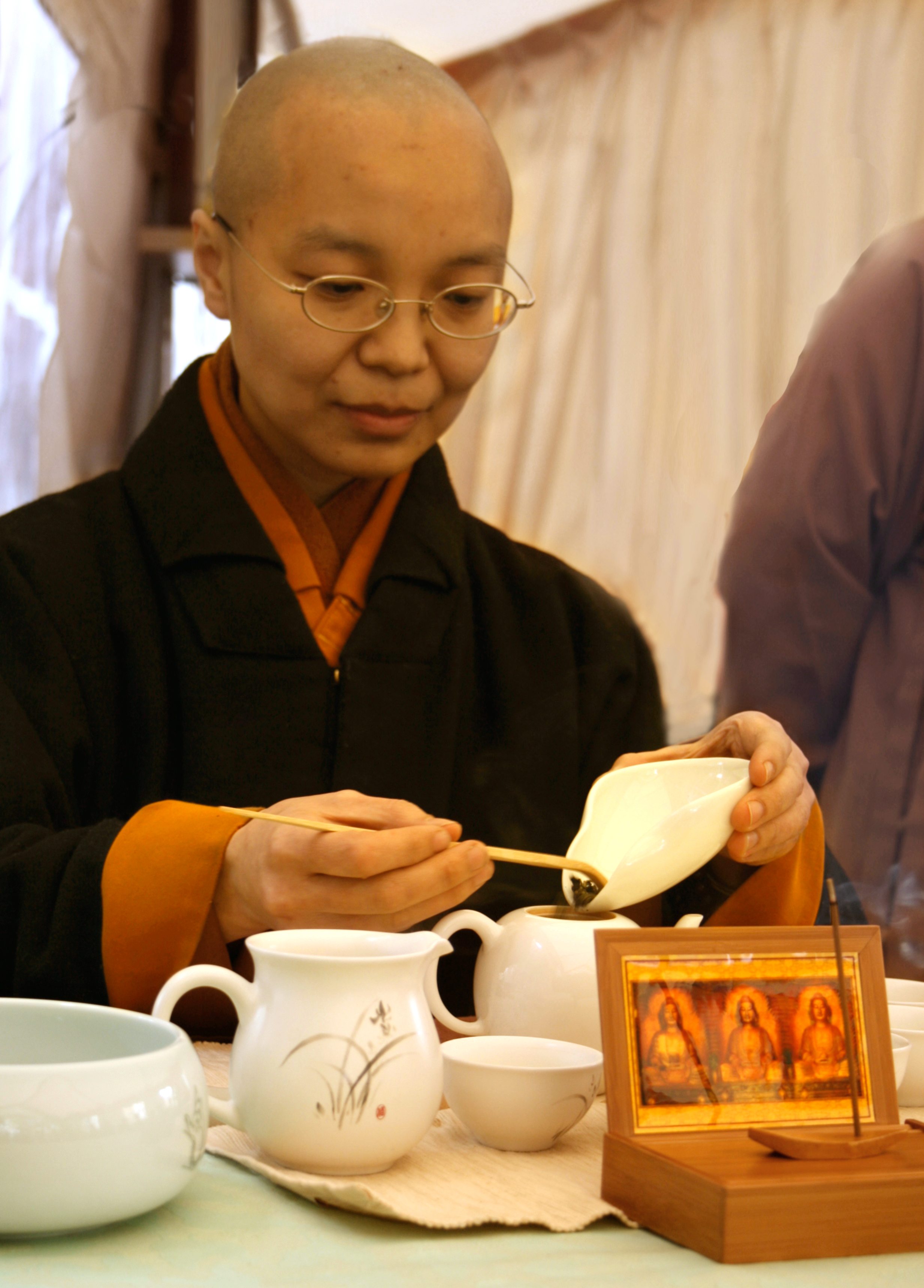
A bhikkhunik teljes felvétele gyakori a dharmaguptaka vonalon. Veszak fesztivál, Tajvan

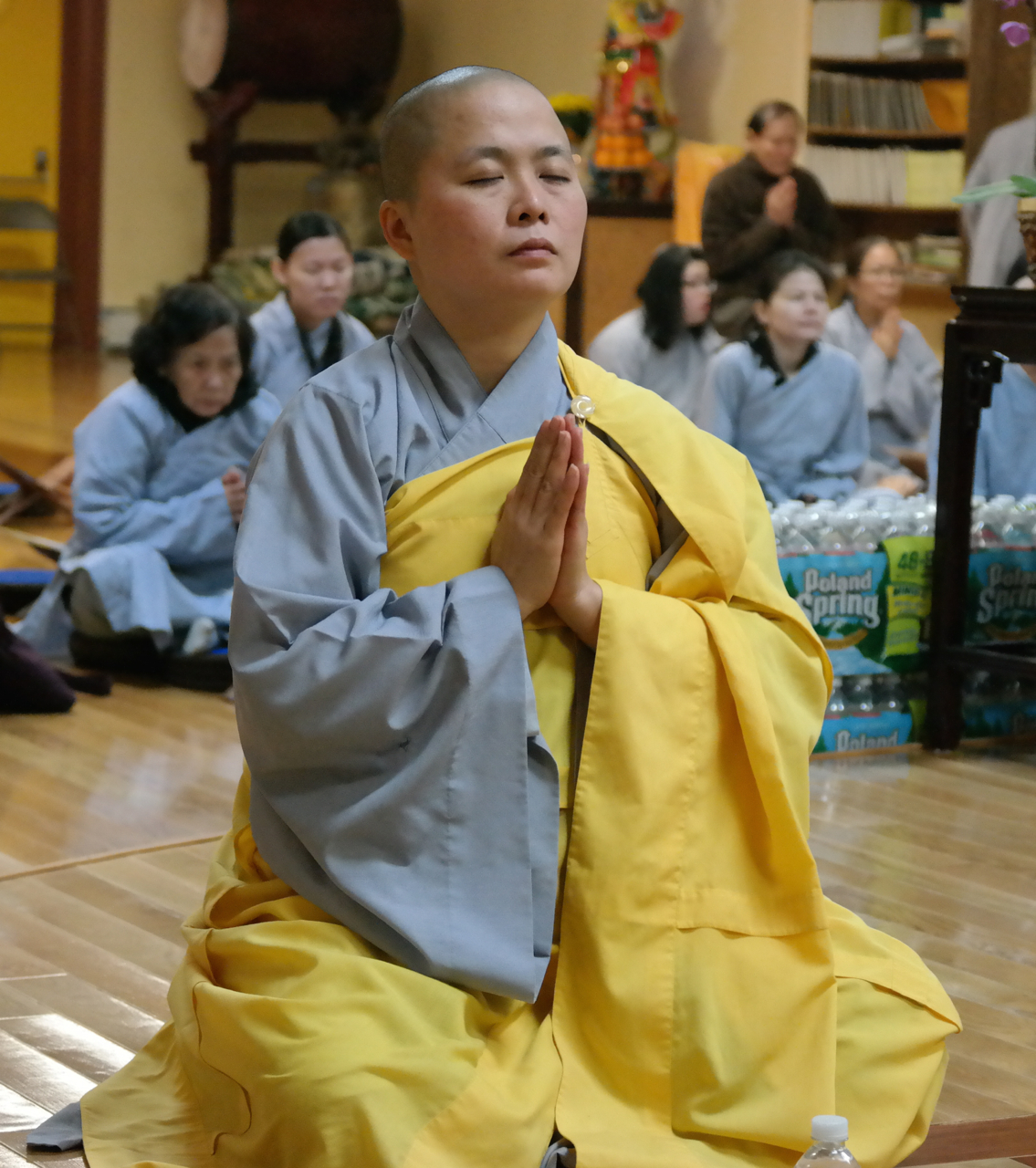
Egy vietnámi-amerikai apáca az USA-ban

A bhikkhuni (páli) vagy bhiksuní (szanszkrit) teljes felvételt nyert buddhista apáca. A férfi buddhista szerzetest bhikkhunak nevezik. A bhikkhunik és a bhikkhuk is a vinaja szabályokat követik. Bhikkhuni hagyományvonalak a mahájána buddhizmus különböző országaiban, például Koreában, Vietnámban, Kínában és Tajvanban is léteznek.
A buddhista írások szerint az első bhikkhuni rendet a történelmi Buddha alapította nevelőanyja Mahá Padzsápatí Gótamí kérésére, aki az első felvételt nyert bhikkhuni volt a történelemben. Felvételét Buddha egyik legkedvesebb tanítványa, Ánanda is támogatta.

## Története
A hínajána hagyomány szerint a bhikkhuni apácarend a bhikkhu szerzetesrend után öt évvel később jött létre.
A buddhizmus egyedülálló az indiai vallások között abban a tekintetben, hogy az alapítója a kanonikus irodalmak szerint határozottan ugyanolyan képesnek mondta a nőket a nirvána (megvilágosodás) elérésére, mint a férfiakat. Semmilyen más hagyományban nincs a thérigáthához vagy az apadánához hasonló hagyomány, amelyek magas spirituális szintet ért nőkről számolnak be.
Ehhez hasonlóan fontos kánoni mahájána szútrák – mint például a Lótusz-szútra 12. fejezete – 6000 bhikkhuni arhatról írnak, akik a Buddha jóslata szerint a jövőben el fogják érni a buddhaság szintjét. A buddhizmusban a nők is elérhetik a legmagasabb spirituális szintet.

### Legelső felvétel a rendbe
A rendelkezésre álló kánon szerint Buddha először nem volt meggyőződve arról, hogy jó ötlet felvenni apácát a szanghába. Nevelőanyja Mahá Padzsápatí Gótamí többször kérlelte őt, hogy vegye fel őt és vele együtt ötszáz nőt a szerzetesi közösségbe. Ezek a nők és asszonyok csak a kényelmes világi életet ismerték. Végül Buddha egyik kedvenc tanítványa és unokatestvére Ánanda segítségével sikerült megszerezni az engedélyt, de csak akkor, ha a nők elfogadják a nyolc garudhammát, azaz a nyolc súlyos szabályt. A Buddha attól tartott, hogy ha engedi a nőket belépni, akkor az lerövidíti a szangha életét 500 évre. Ez a jóslat csupán egyszer hangzik el a kánonban, és egyben ez az egyetlen utalás az időre.
Egyes modern buddhista tudós úgy magyarázza Buddha tétovázását, hogy azok a nők (közöttük más szanghabeli bhikkhuk anyjai, nővérei, feleségei és rokonai) esetleg ki lettek volna téve erőszaknak vagy egyéb bántalmazásnak. Igaza is volt ebben és ezt a vinaja is tartalmazza. Az egyik ilyen esetben, a vinaja szerint, egy brahmin a bhikkhunikat örömlánynak nevezte és megpróbálta felgyújtani a lakhelyüket.
A korai buddhizmus idején még nem léteztek kolostorok és a bhikkhuk és a bhikkhunik számára kötelező volt sok időt az erdőben tölteni egyedül. Ám egy a bhikkhunikat ért szexuális erőszakos bűncselekményt követően – amit tartalmaz a Vinaja-pitaka is – a Buddha megtiltotta a nőknek, hogy a lakóterületektől messze egyedül sétálgassanak. Emiatt a bhikkhunik egy állandó helyen vertek tanyát a település közelében.
Egy modern buddhista szerint a bhikkhunikra vonatkozó szabályok többsége a bhikkhunik testi épsége érdekében íródott, nem nemi diszkrimináció végett. Dr. Chatsumarn Kabilsingh szerint az apácáknak a Buddha idejében egyenlő jogaik voltak és mindenen egyenlően osztozhattak. A vinaja nem enged semmiféle erőalapú megkülönböztetést szerzetesek és apácák között.

### A nyolc szabály
Az apácák nyolc szabálya a buddhizmusban (a nyolc garudhamma):
1) az apácának, akit már felvettek a rendbe, tisztelettel kell üdvözölnie még az aznap felvett szerzetest is, felállva ülésből, összetett tenyérrel a mellkas előtt.
- kiegészítés: A vinajában szerepel egy történet, amikor hat szerzetes felemelte a szerzetesi ruháját, hogy odamutassa combját az apácáknak. Amikor ezt meghallotta a Buddha, akkor hozott egy kiegészítő szabályt, miszerint az apácáknak nem kell minden szerzetes előtt meghajolniuk, csak azok előtt, akik tiszteletre méltók.

2) az apácának tilos ott töltenie az esős évszakot, ahol nincsenek szerzetesek.
3) az apácák kérjék meg a szerzeteseket, hogy hivatalosan tanítsák őket havi két alkalommal.
4) az apáca vegyen részt a varsa ceremónia végén minden bhikkhuni és bhikkhu jelenlétében.
5) a vinaja (szabályok) komoly megszegését a szerzetesek és az apácák kezelik.
6) Amikor egy tanuló elvégezte kétéves tanulmányait, a magasabb szintű beavatáshoz meg kell kérnie mindkét rendet.
7) apáca szerzetest semmiféle módon nem vádolhat.
8) szerzetes kritizálhat apácát (fegyelmi ügyekben), de apáca nem kritizálhat szerzetest

## Bhikkhunivá válás

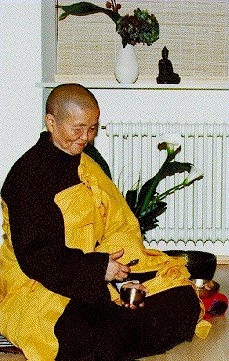
Bhikkhuni Csán Khóng

A bhikkhunik rendbe való felvétele négy lépcsőben zajlódik. A világi személy leteheti az upászaka és upásziká esküt (tibeti: dge sznyan, dge snyan ma "erény közelítése"). Ezután kell rálépni az egyházi élet útjára, amely együtt jár a szerzetesi ruha viselésével is. Ezután válhat srámanerí növendékké. Legvégül teszik le az összes bhukkhuni esküt, hogy "teljes felvételt" nyerjenek.
A vinaja szerint a bhikkhuni, a bhikkhutól eltérően, fogadalmát a szangha nem fogadhatja el egynél többször egy életben. A bhikkhuk többször is leadhatják és felvehetik az esküjüket. So she cannot be a buddhist nun again.

## Bhikkhunik a hínajána hagyományban
A hínajána bhikkhunik hagyományok megjelenése majdnem ugyanolyan mint a bhikkhuké, beleértve a leborotvált fejet, szemöldököt és sáfrány színű ruhát. Néhány országban az apácák fekete csoki színű ruhát viselnek, vagy a szerzetesekhez hasonló színűt. A teljes felvételt még nem nyert hínajána apácák fehér vagy rózsaszín ruhát öltenek. Srí Lankán elnevezésük Dasza szil mata, Mianmarban Thilasin, Thaiföldön Mae csi és Nepálban 'guruma'.
A hínajána hagyományban néhány tudós úgy tartja, hogy a bhikkhuni hagyományvonal kipusztult a 11-13. században és nem lehetett újabb bhikkhunit felvenni a rendbe. Ezért a bhikkhu szangha vezetősége Burmában és Thaiföldön nem tekinti igaznak a teljes felvételt nyert bhikkhunikat. A bhikkhuni vonal más országokba való elterjedése miatt (Kína, Tajvan, Korea, Vietnám, Japán, Srí Lanka) más tudósok támogatják a théraváda bhikkhunik felvételét.
Indokínában a théraváda hagyományban sok nőt felvettek mae csi apácaként. Ezek a nők Buddha tanításai szerint szeretnék élni az életüket. Szem előtt tartják a tíz fogadalmat, de nem teljesen azokat a szabályokat követik, mint a felvételt nyert buddhista szerzetesek. Népszerűségnek örvendenek, azonban a szerzetesekhez hasonló hivatalos támogatást nem kapnak. Vannak akik főznek, amíg a többiek tanulnak vagy meditálnak.

## A bhikkhuni rend újraalapítása
2007-ben Hamburgban buddhista vezetők és tudósok találkoztak mindenféle hagyományvonalból a Buddhista nők szerepe a szanghában nemzetközi kongresszus (International Congress on Buddhist Women's Role in the Sangha) alkalmából Szerettek volna közös megoldást találni arra, miképp lehetne újraalapítani a bhikkhuni rendet. 65 bhikkhu és bhikkhuni küldött, vinaja mesterek és hagyományos buddhista országok idős képviselői találkoztak. A kongresszus jegyzőkönyve szerint minden küldött egyetértett, hogy a múlaszarvásztiváda bhikkhuni rendet újra kell alapítani. Ebben szerepel az is, hogy a 14. dalai láma is támogatja a bhikkhuni rend létrehozását – aki egyébként már 1987 óta támogatja az apácák felvételét a rendbe Tibetben). Az egyetlen ma is létező női hagyományvonal a dharmaguptaka vonal (Kína, Tajvan, Korea és Vietnám), amely engedélyezi a nők felvételét. Ez a történelmi jelentőségű kongresszus újra megadta a lehetőséget, hogy a nők is tanulhassák Buddha tanításait világszerte.
Alexander Berzin egyik riportjából kiderül, hogy a dalai láma a következőket mondta: "Buddha az alapvető jogokat mindkét szangha csoportnak megadta. Semmi értelme megvitatni, hogy újraélesszük-e a bhikkhuni rendet. A kérdés csupán az, miképp csináljuk helyesen a vinaja contextusában".

## Külső hivatkozások
- The Bhikkhunis' Code of Discipline (Bhikkhuni Patimokkha) Translated from the Pali by Thanissaro Bhikkhu
- Buddhist Monastic Code II: Bhikkhunis
- Buddhist Monastic Code II: Respect
- the website of Bhante Sujato's writings Archiválva 2014. január 11-i dátummal a Wayback Machine-ben contains several (ancient and modern) texts on the role and ordination of women in Buddhism.
- the website of Santi Forest Monastery Archiválva 2014. január 11-i dátummal a Wayback Machine-ben
- Bhikkhuni committee of the ASA Archiválva 2007. július 3-i dátummal a Wayback Machine-ben includes a large resource of articles regarding Bhikkhunis
- Monastic Resources – Training Archiválva 2021. augusztus 9-i dátummal a Wayback Machine-ben
- WikiVinaya Project Archiválva 2016. március 8-i dátummal a Wayback Machine-ben
- "Female Monks In Buddhism", by Dhammacaro (07/23/2005).
- "Vinaya Pitaka", brief description includes "Order of ordination for men and women...."
- Chinese Bhiksunis in the Ch'an Tradition by Heng-Ching Shih
- English-language entry to blogs and articles from Thailand
- Rongxi, Li; Dalia, Albert A. (2002). The Lives of Great Monks and Nuns, Berkeley CA: Numata Center for Translation and Research (T2063: Biographies of Buddhist Nuns)